# Château d'Agres
Le château d'Agres est un château situé à Agres dans la communauté valencienne en Espagne. Il est perché sur un rocher de la Sierra Mariola.

## Présentation
De plan carré, sa construction remonte à l'époque musulmane. Il s'adapte à la topographie irrégulière des lieux avec des murs de différentes hauteurs.
Actuellement, seuls demeurent les restes des murs faits en adobe et en maçonnerie ainsi qu'une partie d'une tour de guet carrée dont  la base est renforcée avec des talus.
Près de l'éperon sur lequel se trouve le château, en 1578, a commencé la construction du sanctuaire de la « Vierge d'Agres » près de la petite chapelle construite en 1484, pour laquelle les matériaux du château, en particulier les blocs sont réutilisés dans ses différents parties.

## Protection
Le château fait l’objet d’un classement en Espagne au titre de bien d'intérêt culturel depuis le 25 juin 1985.

### Source
- (es) Cet article est partiellement ou en totalité issu de l’article de Wikipédia en espagnol intitulé « Castillo de Agres » (voir la liste des auteurs).